# Pieve di Dairago
La pieve di Dairago o pieve di San Genesio martire di Dairago era il nome di un'antica pieve dell'arcidiocesi di Milano e del Ducato di Milano con capoluogo Dairago.
Il patrono era san Genesio. Il territorio si estendeva su 172 km².

## Storia

### Le origini della pieve
La pieve di Dairago viene citata nelle prime fonti a partire dal 1000, menzionando la presenza di un sacerdote a capo di essa con il titolo di praepositus (prevosto). Nel XIII secolo Goffredo da Bussero, autore del Liber notitiae sanctorum Mediolani ci fornisce dati censitari schematici: la pieve di Dairago comprendeva i comuni di Arconate, Buscate, Busto Garolfo, Castano Primo, Cuggiono Maggiore, Cuggiono Minore, Inveruno, Furato, Lonate Pozzolo, Sant'Antonino, Tornavento, Magnago, Bienate, Nosate, Robecchetto, Induno, Malvaglio, Turbigo, Vanzaghello, Villa Cortese e Borsano. Col Rinascimento la pieve assunse anche una funzione amministrativa civile come ripartizione locale della Provincia del Ducato di Milano.

### I secoli XVII e XVIII secolo: fine delle pievi civili
Dopo il Concilio di Trento andò anche diffondendosi la tradizione vicariale che operava per conto dell'arcivescovo.
Dal punto di vista civile, la pieve amministrativa fu oggetto di un esperimento riformatore di stampo illuminista da parte dell'Imperatore Giuseppe II, che nel 1786 la incluse nella neocostituita Provincia di Varese, ripartizione cancellata dopo soli cinque anni dal fratello Leopoldo II, imperatore ben più conservatore. La pieve fu poi soppressa nel 1797 in seguito all'invasione di Napoleone e alla conseguente introduzione di un moderno distretto centrato su Cuggiono in una riproposta provincia varesina, ma la vicenda fu ancor più effimera della precedente.

### Abolizione della pieve ecclesiastica
Nel 1972, con il sinodo diocesano indetto dal cardinale Giovanni Colombo, arcivescovo di Milano, la struttura plebanea, a cui si era aggiunta Furato, fu abrogata.
La pieve di Dairago è oggi ridotta a parrocchia, ma conserva alcuni privilegi: l'elezione di un prevosto, il titolo di canonici per i sacerdoti residenti, oppure il diritto di intrattenere particolari rapporti con la curia milanese, o ancora di nominare propri canonici e di procurare l'acqua santa o gli oli benedetti per tutte le chiese comprese nell'ex pieve.

## La chiesa capopieve
La chiesa prepositurale di Dairago è dedicata a san Genesio.
Nel corso di scavi condotti nel 1997 all'interno della chiesa, sono stati ritrovati i resti dell'antica chiesa romanica, di cui resta in uso la colonna che sostiene il moderno fonte battesimale. Dagli scavi sono inoltre state identificate diverse ricostruzioni in epoca medioevale. Nel 1878 la chiesa fu ricostruita, con l'ampliamento della precedente struttura, affiancata da un nuovo campanile realizzato nel 1892.
L'interno conserva l'altare del crocifisso (1785) e un organo neorinascimentale realizzato da Pietro Bernasconi nel 1882.
Attualmente Dairago si trova sottoposta al decanato di Castano Primo, nella zona pastorale IV di Rho e all'arcidiocesi di Milano. Attualmente il prevosto è don Giuseppe Alloisio.

## Territorio
Nella seconda metà del XVIII secolo, il territorio della pieve era così suddiviso:
| Pieve civile                                  | Pieve ecclesiastica                                                                                 |
| Comune di Dairago                             | Parrocchia di San Genesio martire                                                                   |
| Comune di Arconate                            | Parrocchia di Sant'Eusebio                                                                          |
| Comune di Bienate                             | Parrocchia di San Bartolomeo                                                                        |
| Comune di Borsano                             | Parrocchia dei Santi Pietro e Paolo                                                                 |
| Comune di Buscate                             | Parrocchia di San Mauro                                                                             |
| Comune di Busto Garolfo                       | Parrocchia dei Santi Salvatore e Margherita                                                         |
| Comune di Castano                             | Parrocchia di San Zenone                                                                            |
| Comune di Cuggiono Maggiore e Minore          | Parrocchia di San Giorgio martire in Cuggiono Parrocchia dei Santi Giacomo e Filippo in Castelletto |
| Comune di Inveruno Comune di Furato           | Parrocchia di San Martino                                                                           |
| Comune di Lonate Pozzolo Comune di Tornavento | --                                                                                                  |
| Comune di Magnago                             | Parrocchia di San Michele arcangelo                                                                 |
| Comune di Malvaglio Comune di Induno          | Parrocchia di San Bernardo                                                                          |
| Comune di Nosate                              | Parrocchia di San Guniforte                                                                         |
| Comune di Robecchetto                         | Parrocchia di Santa Maria delle Grazie                                                              |
| Comune di Sant'Antonino                       | Parrocchia di Sant'Antonino                                                                         |
| Comune di Turbigo                             | Parrocchia della Beata Vergine Assunta                                                              |
| Comune di Vanzaghello                         | Parrocchia di Sant'Ambrogio                                                                         |
| Comune di Villa Cortese                       | --                                                                                                  |